# Salmone AquAdvantage
Il Salmone AquAdvantage è un salmone atlantico geneticamente modificato da AquaBounty Technologies nel 2015.
I geni regolatori dell'ormone della crescita del salmone Chinook del Pacifico è stato aggiunto ai 40.000 geni del salmone dell'Atlantico.
Questi geni fanno crescere il pesce per un intero anno anziché solo durante la primavera e l'estate per lo sfruttamento commerciale. Lo scopo della modifica è di aumentare la velocità di crescita dei pesci, senza intaccarne altre qualità.
Il pesce diventa pronto per il mercato tra i 16 e i 18 mesi anziché in 32 mesi.
È il primo animale trasgenico ad essere approvato dalla Food and Drug Administration per il consumo umano.